# Pietra forte
Pour les articles homonymes, voir Pietra.
La pietra forte (ou pietraforte) est l’expression italienne qui désigne un grès à ciment calcaire d'origine détritique. Elle est la pierre typique de l’urbanisme florentin, en usage depuis au moins le XIe siècle dans les constructions civiles et religieuses ainsi que pour le pavage des rues.

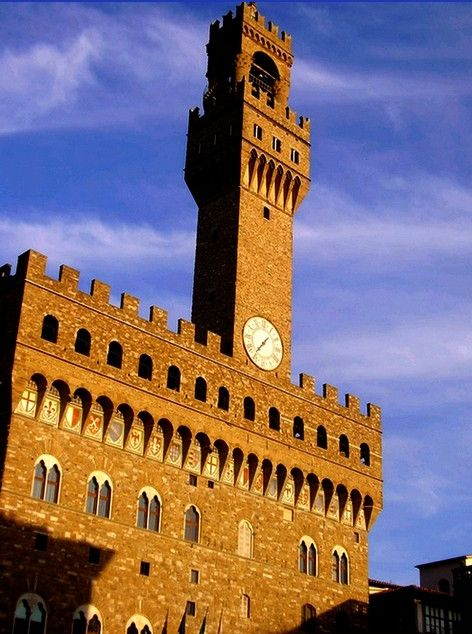
Palazzo Vecchio, en pietra forte.

Elle a été  utilisée notamment par Giorgio Vasari (1546), Agostino del Riccio (1597), Filippo Baldinucci (1681) et Giovanni Targioni Tozzetti (1773).

## Caractéristiques
Appréciée pour sa couleur marron havane opaque et pour sa résistance (d'où son nom), la pietra forte a une charge de rupture d’environ 1 400 kg/cm2, le double de la pietra serena. Lors de son extraction, elle a une couleur grisâtre qui se transforme en marron havane au contact de l’air grâce à une réaction chimique du fer contenu dans la pierre.
Elle a une bonne résistance aux agents atmosphériques comme le démontrent les édifices désormais réalisés depuis des siècles, même si dans les dernières années les agents chimiques polluants ont accéléré des phénomènes de dégradation.
Sa dureté la rend idéale pour l’architecture mais imparfaite pour la sculpture, cependant quelques cas de décorations architectoniques sculptées en pietra forte peuvent être cités, parmi lesquels les têtes léonines sur la façade du palais Pitti, les chapiteaux de la Loggia dei Lanzi ou ceux de Santa Maria del Fiore.

## Les carrières
À Florence, ses carrières se trouvent dans le jardin de Boboli, très proche du centre ville, et ont été utilisées bien avant la réalisation du palais Pitti. Le palais lui-même, disait-on, « se trouvait déjà sous terre » parce que les carrières de pierre se situaient sous ses fondations. L’amphithéâtre de Boboli se trouve vraiment dans la cavité réalisée pour prélever les matériaux pour le palais. À Boboli, la carrière est rouverte pour restaurer les antiques tours d’Oltrarno endommagées après les destructions de la fin de la Seconde Guerre mondiale.
D’autres carrières se trouvent sur des routes collinaires, près de Campora (carrières qui fournirent le matériel pour la gare de Santa Maria Novella), à Riscaggio et à Greve in Chianti (partiellement encore en activité) et en général au sud de l'Arno. En dehors de l’aire florentine, des pierres aux caractéristiques similaires se trouvent  à Santa Fiora (GR), sur les monts de la Tolfa (Civitavecchia) et sur les  collines de Bergame.

## Les édifices
Les principaux monuments florentins construits en pietraforte sont :
- Ponte Vecchio
- pont Santa Trinita
- Ponte alla Carraia
- palais du Bargello
- Palazzo Vecchio
- palais Medici-Riccardi
- palais Strozzi
- palais Spini-Feroni
- palais Pitti
- église Saint-Remi (it)
- église Santa Maria Maggiore
- basilique San Lorenzo
- façade de la basilique Santa Trinita
- façade de l'église Saint-Gaétan
- structure interne de Santa Maria del Fiore
- structure interne de Santa Maria Novella
- fortifications de Florence
- extérieur de la gare de Florence-Santa-Maria-Novella